# Laurent Freixe
Laurent Freixe, né le 21 avril 1962 à Paris, est un homme d'affaires français. Il est nommé directeur général de Nestlé S.A. à compter du 1er septembre 2024.

## Biographie

### Jeunesse et formation
Laurent Freixe naît en 1962 à Paris. Il est diplômé de l'EDHEC Business School de Lille et intègre l'International Institute for Management Development (IMD) de Lausanne.

### Carrière
Laurent Freixe fait toute sa carrière chez Nestlé. Il commence chez Nestlé France en 1986 dans la division ventes marketing. En 1999, il prend la direction de la division nutrition infantile. En 2003, il est nommé chef du marché hongrois. 
En 2007, il occupe la même fonction en Espagne et au Portugal. En 2008, il prend la direction de la zone Europe puis en 2014 la direction de la zone Amérique, en 2022 la direction de la zone Amérique latine et le 22 août 2024, le conseil d'administration de la multinationale annonce sa désignation comme comme directeur général (chief executive officer ou CEO) à compter du 1er septembre 2024, il succède à Ulf Mark Schneider. Il est membre du comité exécutif de la multinationale depuis seize ans,.